# John Marcus Berg

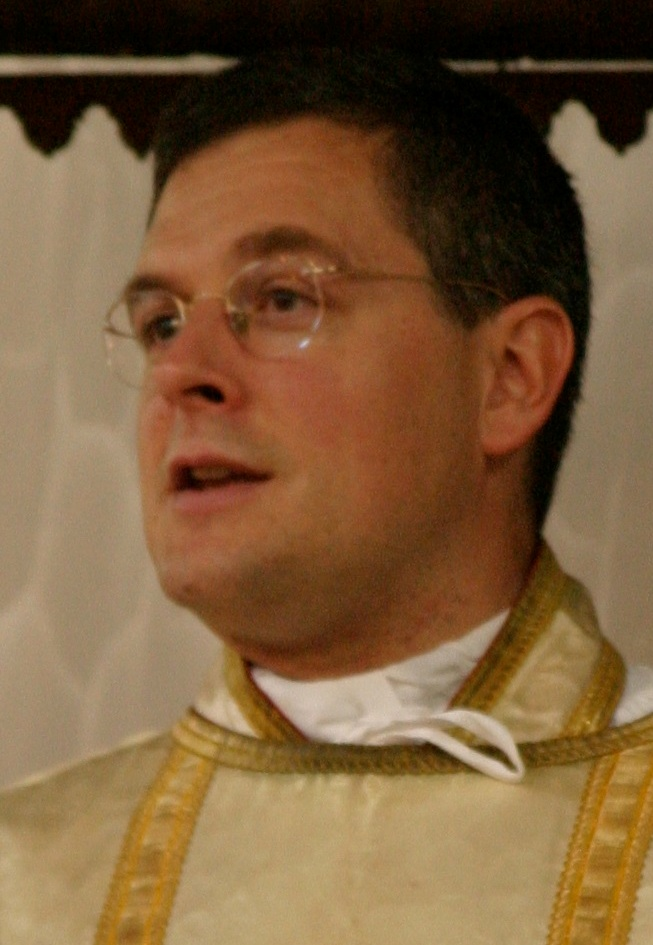
John Marcus Berg (2007)

John Marcus Berg FSSP (* 1970 in Minnesota) ist ein römisch-katholischer Priester und Generaloberer der Priesterbruderschaft St. Petrus.

## Leben
Berg wurde 1970 in einer katholischen Familie in Minnesota geboren. Nachdem er die Academy of Holy Angels in Richfield (Minnesota) absolvierte, studierte Berg von 1989 bis 1993 Philosophie am Thomas Aquinas College in Ventura County (Kalifornien). 1994 trat er in das Internationale Priesterseminar St. Petrus in Wigratzbad ein, wo er bis 1996 studierte. 1999 beendete er sein Studium mit dem Lizenziat in Dogmatischer Theologie an der Päpstlichen Universität Santa Croce in Rom. Am 6. September 1997 wurde Berg von Bischof James Clifford Timlin von Scranton zum Priester geweiht. Danach wirkte er in der Seelsorge und als Seminarprofessor. Bis zu seiner Wahl zum Generaloberen am 7. Juli 2006 war Berg Kaplan der Gemeinschaft für die lateinische Messe von Sacramento (Kalifornien). Nach einer Amtszeit von sechs Jahren wurde Berg im Juli 2012 beim fünften Generalkapitel der FSSP für eine zweite Amtszeit gewählt, die am 9. Juli 2018 endete. Auf dem 6. Generalkapitel im Juli 2024 wurde Berg erneut zum Generaloberen gewählt und residiert im Generalhaus der Petrusbruderschaft in Freiburg im Üechtland.